# دنیل استرن (هنرپیشه)
دنیل جیکوب استرن (انگلیسی: Daniel Jacob Stern؛ زادهٔ ۲۸ اوت ۱۹۵۷) بازیگر، هنرمند، کارگردان، کمدین و فیلم‌نامه‌نویس آمریکایی است. او بیشتر به خاطر نقش‌هایش به عنوان مارو مورچینز در تنها در خانه (۱۹۹۰) و تنها در خانه ۲: گمشده در نیویورک (۱۹۹۲)، فیل برکوئیست در حقه‌بازان شهر (۱۹۹۱) و حقه‌بازان شهر ۲: افسانه طلای فرفری (۱۹۹۴)، صدای کوین آرنولد بزرگسال در مجموعه تلویزیونی سال‌های شگفت‌انگیز و صدای دیلبرت در مجموعه پویانمایی با همین نام. از دیگر فیلم‌های برجسته او می‌توان به گسستن (۱۹۷۹)، خاطرات استارداست (۱۹۸۰)، رستوران (۱۹۸۲)، رعد آبی (۱۹۸۳)، هانا و خواهرانش (۱۹۸۶)، جنگ میلاگرو بنفیلد (۱۹۸۸)، کوپه دو ویل (۱۹۹۰) و اوضاع خیلی بد (۱۹۹۸) اشاره کرد. او اولین کارگردانی بلند خود را با تازه‌کار سال (۱۹۹۳) انجام داد.

## اوایل زندگی
استرن در بتزدا، مریلند به دنیا آمد و والدینش لئونارد و سینتیا استرن بودند. پدرش یک مددکار اجتماعی بود در حالی که مادرش یک مرکز نگهداری از کودکان را مدیریت می‌کرد. او یهودی است. برادرش دیوید ام. استرن نویسنده تلویزیونی است. در دوران تحصیلش در دبیرستان بتزدا-چوی چیس، استرن در چندین نمایش تئاتر بازی کرد، از جمله نقش چاک باکستر را در نمایش قول‌ها، قول‌ها و نقش تویویه را در ویولن‌زن روی بام ایفا کرد. استرن برای کار به عنوان مهندس نورپردازی در یک جشنواره شکسپیر در واشینگتن، دی.سی. درخواست داد، اما به عنوان یک بازیگر وارد شده در تولید آنها از رام کردن زن سرکش استخدام شد، که گلن کلوز در آن نقش اصلی را داشت. او در سال پایانی دبیرستان انصراف داد و به زودی به نیویورک نقل مکان کرد. پس از گرفتن کلاس‌های بازیگری در اچ‌بی استودیو با آستین پندلتن و هربرت برگهف، استرن کار خود را در تئاترهای آف برادوی و برادوی آغاز کرد، از جمله در غرب واقعی با گری سینایس و چگونه این داستان را به دست آوردم در تئاتر مرحله دوم با باب گانتون. او در تولیدات متعدد در تئاتر عمومی، تئاتر استودیو انسمبل، تئاتر چری لین و کلاپ تئاتر منهتن بازی کرد.

## زندگی شخصی
استرن به عنوان یک هنرمند فعالیت می‌کند و در زمینه مجسمه‌سازی با برنز تخصص دارد. او مجسمه‌هایی برای پروژه‌های هنری عمومی در شهرهای سن دیگو، پاسادنا، پالم دیزرت، تمپل سیتی، مونرویا و آگورا هیلز خلق کرده است. او هنرمند مقیم در مرکز هنری استودیو چنل آیلندز در کاماریو است. همچنین، او بسیاری از سفارش‌های خصوصی، نمایشگاه‌های گالری و نمایشگاه‌های هنری را نیز انجام داده است. او در سال ۱۹۸۰ با لور ماتوس بازیگر، ازدواج کرد و آنها سه فرزند دارند که یکی از آنها، هری سرن، سناتور ایالت کالیفرنیا است.

## فیلم‌شناسی
- سه روز آینده -۲۰۱۰
- شلاق بزن-۲۰۰۹
- آخرین بار-۲۰۰۶
- اوضاع خیلی بد -۱۹۹۸
- تنها در خانه ۲: گم‌شده در نیویورک -۱۹۹۲
- تنها در خانه -۱۹۹۰
- دی.او.ای.-۱۹۸۸
- هانا و خواهرش -۱۹۸۶
- فرنکن‌وینی -۱۹۸۴
- خاطرات استارداست -۱۹۸۰
- جدا شدن -۱۹۷۹
- نوبت من است- ۱۹۸۰
- بهشت آبی من-۱۹۹۰